# Seznam slovenských hráčů v NHL v sezóně 1983/1984
Seznam slovenských hráčů v NHL v sezóně 1983/1984 uvádí slovenské hokejisty, kteří v této sezóně hráli za některý tým v kanadsko-americké NHL.

| Tým                 | Věk | Hráč           | Post | Počet zápasů ZČ | Branky ZČ | Asistence ZČ | Body ZČ | Počet zápasů v play off | Branky v play off | Asistence v play off | Body v play off |
| ------------------- | --- | -------------- | ---- | --------------- | --------- | ------------ | ------- | ----------------------- | ----------------- | -------------------- | --------------- |
| Quebec Nordiques    | 27  | Peter Šťastný  | F    | 80              | 46        | 73           | 119     | 9                       | 2                 | 7                    | 9               |
| Quebec Nordiques    | 24  | Anton Šťastný  | F    | 69              | 25        | 37           | 62      | 9                       | 2                 | 5                    | 7               |
| Quebec Nordiques    | 30  | Marián Šťastný | F    | 68              | 20        | 32           | 52      | 9                       | 2                 | 3                    | 5               |
| Toronto Maple Leafs | 26  | Peter Ihnačák  | F    | 47              | 10        | 13           | 23      | Ne                      |                   |                      |                 |

- F = Útočník